# Space Opera
Die Space Opera (auch Weltraumoper) ist ein Genre der Science-Fiction mit stark handlungsorientierten Erzählungen, die im interplanetaren oder intergalaktischen Raum spielen, häufig auch über Auseinandersetzungen zwischen Weltraumreichen.

## Geschichte des Genres
Der Begriff Space Opera wurde vom US-amerikanischen Autor Wilson Tucker, der selber Science-Fiction schrieb, erstmals 1941 in dem Fanzine Le Zombie geprägt:

„Western werden als Pferde-Opern bezeichnet, die morgendlichen Hausfrauen-Schnulzen als Seifen-Opern. Für das billige, mühsame, stinkende, abgenutzte oder auch weltrettende Weltraumgarn schlagen wir die Bezeichnung Weltraum-Oper vor.“

Hans Joachim Alpers und andere sehen Die Abenteuer der Skylark, erschienen 1928 als The Skylark of Space, von E. E. „Doc“ Smith als erste Space Opera an:

„…Gigantische Maschinen, kilometerlange Raumschiffe und riesige Entfernungen beeindruckten die jugendlichen Leser. Dieser, zwischen 1915 und 1919 geschriebene Roman, beeinflußte die Entwicklung in der SF nachhaltig und kann als erste reine Space Opera gelten (in Anlehnung an „Horse Opera“ = Wildwestepos geprägt, was die Space Opera wiederum ungewollt als das bezeichnet, was sie ist: „Wildwest im Weltraum“), wenn man Kapitän Mors, den Luftpiraten, einmal außer Acht läßt…“

Brian Ash sah allerdings bereits in Robert William Coles (1869–1937) The Struggle for Empire (London 1900) eine Space Opera. Weltraumopern waren fester Bestandteil des „Goldenen Zeitalters der Science-Fiction“ (circa Ende der 1930er bis Anfang der 1950er), zu dem Adam Roberts formulierte: … lineare Erzählungen, Helden lösen Probleme oder bekämpfen Bedrohungen in einer Space opera oder technologischem Abenteuer. Auf wissenschaftliche Erklärungen, zum Beispiel zu Raumschiffantrieben, wird dabei allgemein verzichtet. Im Vordergrund stehen romantische Abenteuer, fremde Welten und Völker und Raumschiffkämpfe.
In den 1970er Jahren erlebte die Space Opera eine Renaissance. Häufig waren die Werke als Zyklen oder Serien angelegt. Die ersten Space Operas im Science-Fiction-Film bilden die Serials um Flash Gordon (USA 1936–1940) und Buck Rogers (USA 1939). Das Genre wurde auch parodiert.

## Bekannte Beispiele

### In der Literatur

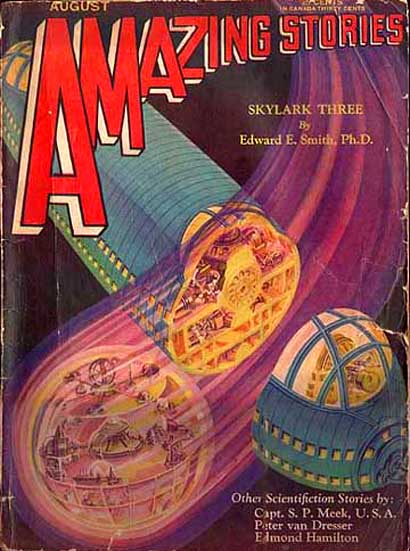
Amazing stories, August 1930

- Abenteuer-Randwelt-Zyklus von A. Bertram Chandler
- Amnion-Zyklus von Stephen R. Donaldson
- Armageddon-Zyklus von Peter F. Hamilton
- AS 1 – Abenteuer im Weltraum (Comic)
- Atlan-Heftromanserie
- Barrayar: The Miles Vorkosigan Saga von Lois MacMaster Bujold
- Bobiverse-Serie von Dennis E. Taylor
- Buck Rogers (Comic)
- Captain Future von Edmond Hamilton
- Cities in Flight von James Blish
- Der Luftpirat und sein lenkbares Luftschiff
- Die Hyperion-Gesänge von Dan Simmons
- Dune von Frank Herbert
- Ender-Serie von Orson Scott Card
- Flash Gordon (Comic)
- Foundation-Zyklus von Isaac Asimov
- Fulgor, der Weltraumflieger (Comic)
- Ginga Eiyū Densetsu von Yoshiki Tanaka
- Hainish von Ursula K. Le Guin
- Heliosphere 2265 von Andreas Suchanek
- Honor Harrington von David Weber
- Interstellar Patrol von Edmond Hamilton (7 Kurzgeschichten 1928–1930)
- Kultur-Zyklus von Iain M. Banks
- Lensmen-Zyklus von Edward E. Smith
- Mark Powers-Heftromanserie
- Menschen wie Götter – Trilogie von Sergej Snegow
- Nick, der Weltraumfahrer (Comic)
- Planetenwanderer-Zyklus von George R. R. Martin
- Perry-Rhodan-Serie
- Revelation-Space-Zyklus von Alastair Reynolds
- Ren Dhark
- Quest von Andreas Eschbach
- Saga der Sieben Sonnen von Kevin J. Anderson
- Seikai no Monshō von Hiroyuki Morioka
- Sternenkrieger von Robert A. Heinlein
- The Expanse von James S. A. Corey
- The Lost Fleet von John G. Hemry
- Uplift-Universum von David Brin
- Valerian und Veronique (Comic) von Pierre Christin und Jean-Claude Mézières
- Die Weltraum-Oper (Space Opera) von Jack Vance
- Weltraumpartisanen von Nikolai von Michalewsky alias Mark Brandis
- ZBV (= Zur besonderen Verwendung), Romanserie von Karl-Herbert Scheer

### In Film und Fernsehen
- Andromeda
- Babylon 5
- Battlestar Galactica
- Blake’s 7
- Buck Rogers (Serial)
- Buck Rodgers (Fernsehserie)
- Captain Future
- Captain Video and His Video Rangers
- Captain Video: Master of the Stratosphere
- Children of Dune
- Cowboy Bebop (Anime)
- Dune – Der Wüstenplanet
- Dune
- The Expanse
- Farscape
- Fireball XL5
- Firefly – Der Aufbruch der Serenity, Serenity – Flucht in neue Welten

- Flash Gordon (Serial)
- Flash Gordon (Fernsehserie, 1954)
- Flash Gordon (Fernsehserie, 2007)
- Futurama

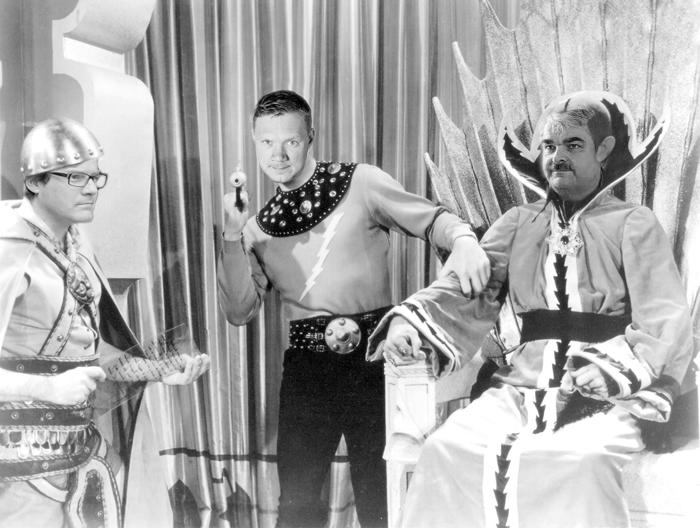
Satirische Verfremdung eines Flash Gordon Szenenfotos mit Gesichtern schwedischer Journalisten

- Krieg im Weltenraum (UCHU DAI SENSO, JAP 1959, Alternativtitel Duell in der Galaxis, R: Ishirō Honda)
- Krieg der Sterne
- Lexx – The Dark Zone
- Macross (Anime)
- Raumpatrouille – Die phantastischen Abenteuer des Raumschiffes Orion
- Rocky Jones, Space Ranger
- Rod Brown of the Rocket Rangers
- Space 2063
- Space Patrol
- Space Patrol (1962)
- Star Crash – Sterne im Duell
- Star Trek
- Star-Wars-Reihe
- Stargate – Kommando SG-1, Stargate Atlantis und Stargate Universe
- Tom Corbett, Space Cadet
- Uchū Senkan Yamato
- Der Wüstenplanet

### In Video- und Computerspielen
- Starcraft-Reihe
- Mass-Effect-Reihe
- Halo-Reihe
- Space Quest

### Im Theater
- Cosmic Drama – Eine Space Oper nach dem Ende der Welt von Philippe Quesne (Premiere: 2021 am Theater Basel)[8][9]

### Autoren
- Edward Elmer Smith (Lensmen-Zyklus, Skylark)
- Jack Williamson (Die Zeitlegion)
- Edmond Hamilton (Captain Future)
- Neil R. Jones (Krieg im All (Space War, 1935), deutsch 1985)
- Karl-Herbert Scheer (ZBV, Perry Rhodan, Atlan)
- Kurt Brand (Perry Rhodan, Ren Dhark)
- Wilson Tucker
- David Weber
- Peter F. Hamilton
- Leiji Matsumoto
- Alastair Reynolds (Revelation Space-Zyklus, Poseidon´s Children)
- Dan Simmons (Die Hyperion-Gesänge)